# Trachylepis gonwouoi
Trachylepis gonwouoi (мабуя Гонвуо) — вид сцинкоподібних ящірок родини сцинкових (Scincidae).Мешкає в Центральній Африці. Вид названий на честь камерунського герпетолога ЛеГранда Гонвуо Ноно.

## Поширення і екологія
Мабуї Гонвуо мешкають в Камеруні і Республіці Конго. Вони живуть у вологих тропічних лісах, в парках і садах.